# Édouard Boubat
Édouard Boubat (París, 13 de septiembre de 1923 - Montrouge, 30 de junio de 1999) fue un fotógrafo y reportero gráfico francés, que está considerado como uno de los principales representantes de la fotografía humanista en Francia.
Nació el 13 de septiembre de 1923 en el barrio parisino de Montmartre y estuvo estudiando fotograbado en la escuela superior de artes e industrias gráficas de París entre 1938 y 1942. Al finalizar la Segunda Guerra Mundial comienza a interesarse en la fotografía y en 1947 obtiene el premio Kodak en el Salón Internacional de Fotografía celebrado en París, poco después comienza a trabajar como reportero gráfico para la revista mensual Realités, siendo su primer trabajo un reportaje sobre la peregrinación a Santiago de Compostela. Al convertirse en fotógrafo independiente en 1967 trabajó para la agencia Rapho entre otras. Recorrió como fotógrafo gran cantidad de países:  España, Italia, Alemania, Noruega, Estados Unidos, Canadá, México, Brasil, Egipto, Marruecos, Japón, Corea y el Caribe.
En 1955 fue seleccionado para participar en la exposición The family of man en el MOMA. En 1971 recibió la medalla David Octavius Hill de la Sociedad alemana de fotografía, en 1984 el gran premio nacional de fotografía de París y además en 1988 recibió el premio internacional de la Fundación Hasselblad.
En sus fotografías trató de mostrar escenas que muestren la poesía en la vida cotidiana. Algunas de sus fotografías se han convertido en iconos de una sociedad, como La petite fille aux feuilles mortes que realizó en 1947 en el jardín del Luxemburgo de París, o Lella, Bretagne realizada ese mismo año, o la titulada Parc de Saint-Cloud de 1981. Murió el 30 de junio de 1999.
Su obra ha sido publicada en numerosos libros y ha realizado numerosas exposiciones tanto individuales como colectivas sobre todo en Francia, Italia y Estados Unidos. Sin embargo, su trabajo no ha sido casi expuesto en España aunque en 2007 participó en la exposición colectiva organizada por la Fundación Foto Colectania en Barcelona titulada Mujer, etcétera. Moda y mujer en las colecciones.

## Galleri

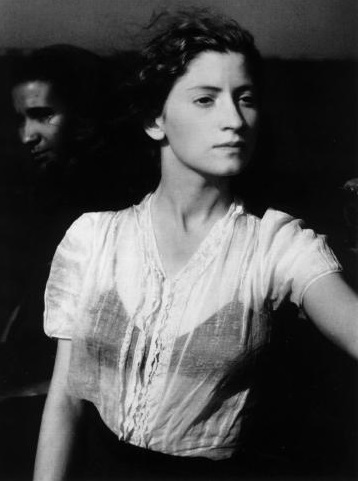
Lella  1947.
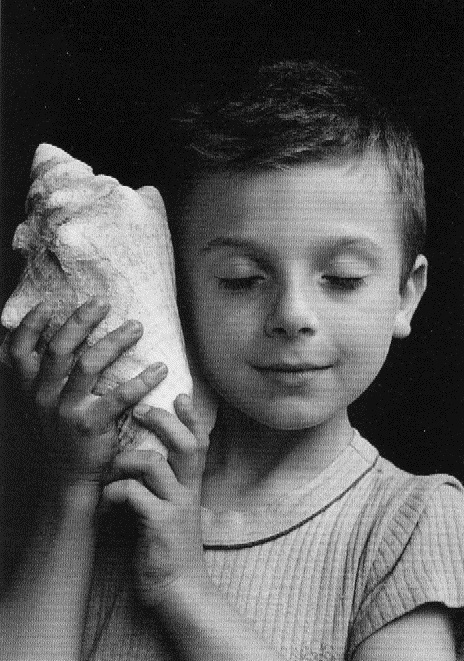
Remi  1995.